# ThinkPad
ThinkPad je značka laptopů a notebooků původně vyvinutá, vyráběná a prodávaná firmou IBM.
V současnosti je vyrábí čínská firma Lenovo, která koupila divizi firmy IBM na výrobu PC a notebooků. Podpis smlouvy o prodeji byl uskutečněn 7. prosince 2004.

## Modelové řady
Řady, které jsou stále ve výrobě
- Řada E / Edge, je CULV notebook pro domácnosti a malé firmy.
- Řada L, je cenově dostupná pro malé firmy.
- Řada T, je uzpůsobena pro náročné uživatele a velké firmy, s důrazem na odolnost.
- Řada P, mobilní pracovní stanice s vysokým výkonem, nahrazuje řadu W
- Řada X, je navržena na mobilitu a výdrž akumulátoru.
- Řada X1, X1 Carbon
  - X notebooky se dále dělí na X notebook a X tablet

Řady, které se již nevyrábějí
- Řada A
- Řada W, je uzpůsobena pro velmi náročné uživatele s důrazem na výkon a na odolnost.
- Řada S, jsou ultrabooky pro firmy.
- Řada G
- Řada R, je navržena pro malé a střední firmy.
- Řada SL, jsou lowend notebooky určené pro majitele malých firem s omezeným rozpočtem, kteří hledají notebook jak pro multimediální zábavu, tak i pro funkčnost podnikání.
- Řada Z, je podobná řadě T, jen využívá širokoúhlý display (s tím spjaté lepší řešení např. reproduktory apod. – více místa v počítači).
- ThinkPad Yoga
- ThinkPad Twist
- ThinkPad Helix
- Lenovo 3000, není ThinkPad, ale Lenovo „house brand“.
- ThinkPad 130, japonská verze i1300.
- ThinkPad 2xx, klasické 10"-sub-notebook modely.
- ThinkPad 3xx, klasické mid-range modely.
- ThinkPad 5xx, klasické ultraportable modely.
- ThinkPad 6xx, klasické Slimline modely.
- ThinkPad 7xx, klasické high-end modely.
- ThinkPad 8xx, klasické PowerPC modely.
- ThinkPad i series, klasické modely vyrobeny firmou Acer, na základě licence od společnosti IBM.
- ThinkPad TransNote, klasický model.
- PC110, klasický Palm-Top model.

## Historie a současnost
| IBM ThinkPad R51                                               | IBM ThinkPad R51 | IBM ThinkPad R51  |
| Akce                                                           | Rok              | Světové prvenství |
| -------------------------------------------------------------- | ---------------- | ----------------- |
| Zahájení výroby                                                | 1992             |                   |
| CD-ROM                                                         | 1994             | Ano               |
| Klávesnice „motýl“ („butterfly“)                               | 1995             |                   |
| DVD-ROM                                                        | 1997             | Ano               |
| ThinkLight                                                     | 1998             | Ano               |
| Mini notebook                                                  | 1999             | Ano               |
| 10miliontý notebook                                            | 2000             |                   |
| Výdrž baterie až 11 hodin                                      | 2003             | Ano               |
| 20miliontý notebook                                            | 2003             |                   |
| Active Protection System                                       | 2003             | Ano               |
| Snímač otisku prstů                                            | 2004             | Ano               |
| Prodej firmě Lenovo                                            | 2004             |                   |
| Nejtenčí, nejlehčí a nejbezpečnější tablet ThinkPad X41 Tablet | 2005             | Ano               |

Vnějším poznávacím znakem těchto notebooků byl obvykle konzervativní černý hranatý design, který se od prodeje divize začíná pomalu měnit. Tyto změny jsou zřejmě dány technologickým pokrokem a také rozdílnou filozofií společnosti Lenovo. Za změny lze považovat následující:
- Opětovná změna zpracování kloubu (pro zvýšení odolnosti vůči nárazům)
- Změna materiálů (Lenovo nyní upřednostňuje materiál kovového vzhledu a vlastností – tzv. „kovové víko“)
- Změna barev a loga (společnost Lenovo trošku upravila design ThinkPadů, lehké změny barev víka apod.)

I přes tyto změny si ale notebooky řad ThinkPad stále ponechávají své základní vlastnosti jako je výkon a stabilita. Tyto prvky jsou dány pokrokovou ochranou jednotlivých komponent (např. aktivní ochrana disku apod.).

## Výbava
Výbava u řady ThinkPad, bývá nadstandardní, oproti jiným výrobcům, ovšem liší se u jednotlivých řad, a modelů.

### Active Protection System
Aktivní ochrana disku – Active Protection System, pracuje na systému odstavení čtecích hlav hard disku, či jeho uspání, na základě dat, získaných z vestavěného akcelerometru (G-senzor). V nabídce originálního software, je výběr ze tří možností úrovní nastavení citlivosti – Low, Medium a High, dále potom možnost ignorování stálých otřesů, například při jízdě vlakem či automobilem, nastavení pro verzi Tablet, při užití Stylusu, a možnost suspendování hard disku manuálně, či po uplynutí nastaveného času. Jako zajímavost je třeba ještě zmínit, že je zde možnost sledování blokace hard disku v reálném čase přímo
v ovládacím programu, či na ikoně v oznamovací oblasti.

Předchůdcem tohoto systému u starších modelů, byl skutečný mini airbag, který chránil disk při pádu počítače atd.

Dále je třeba ještě zmínit, že hard disk je standardně uložen v gumových pouzdrech, na obou stranách disku.

### Ochrana proti polití klávesnice
Funguje při stání notebooku ve vodorovné poloze tak, že když dojde k polití klávesnice kapalinou, je svedena odvodnými kanálky z klávesnice, ze kterých putuje otvory v šasi pod notebook. V návodu se uvádí kapacita až jeden decilitr, při jednom potřísnění.

### Roll Cage
Šasi je vyrobeno ze slitiny hořčíku, která je situována uvnitř přístroje, a to i pod displejem, přičemž okolní plasty mají pouze krycí a designový efekt. Obě části jsou pak spojeny kovovými panty.

### UltraBay
UltraBay slot umožňuje připojení více komponent, tedy standardní DVD mechaniku lze nahradit druhým hard diskem, přídavnou baterií, ale i druhou grafickou kartou. Pro odpojení zařízení je dodáván originální software EasyEject.

### UltraConnect
Je soubor antén kolem displeje, umožňující bezdrátové připojení k sítím Wi-Fi ve standardu a, b, g n, k sítím WiMAX, a k bezdrátovému USB WUSB

### ThinkLight
Umožňuje přisvětlení klávesnice diodou umístěnou nad displejem, u novějších modelů jde o podsvětlení klávesnice.

### Kurzor
K ovládání pohybu myši slouží standardní touchpad, ale i trackpoint, jedná se o mini joystick umístěný mezi klávesami G, H a B, v součinnosti s třemi tlačítky.

### Fingerprint
Spolu s originálním Biometric Software slouží čtečka otisku prstů k přihlašování do systému, či pro různé webové aplikace.

### DisplayPort
Je alternativou HDMI, přičemž přenos neztrácí na kvalitě i při užití delšího a méně kvalitního kabelu.

### Docking Port & Port Replicators
Port umístěný vespod přístroje je určen k zasunutí notebooku do dokovací stanice, či replikační stanice. Tyto obohacují notebook o další konektory, či jednotky CD ROM.

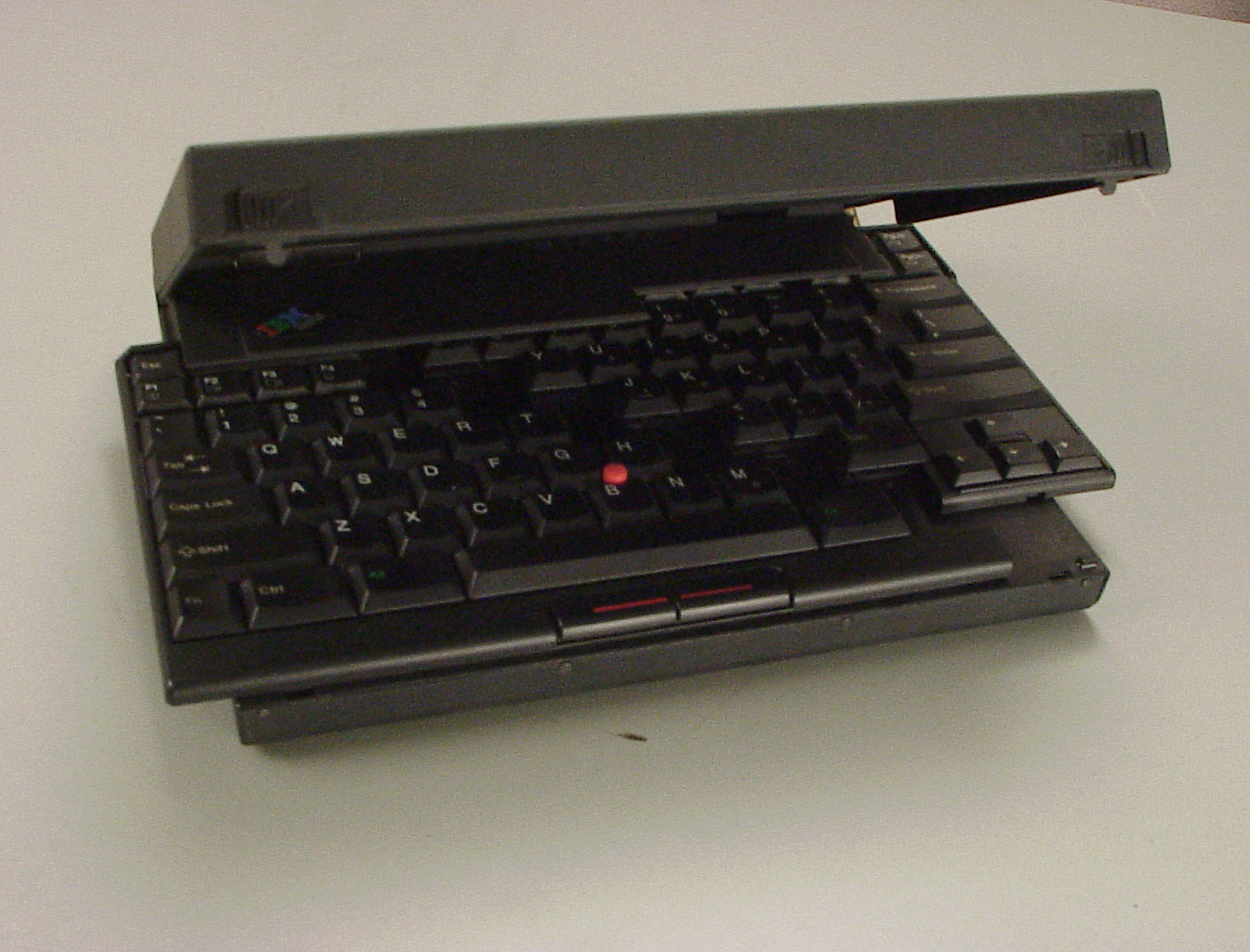
Částečně otevřený IBM ThinkPad 701c se skládací klávesnicí.

Pozoruhodným konstrukčním řešením, které se objevilo v modelu ThinkPad 701c (rok 1995), byla klávesnice, která se automaticky rozložila současně s otevřením notebooku (tzv. TrackWrite nebo butterfly keyboard).